# Maison de Vincent van Gogh à Wasmes
Pour les articles homonymes, voir Maison Van Gogh.
 (avril 2018).
Si vous disposez d'ouvrages ou d'articles de référence ou si vous connaissez des sites web de qualité traitant du thème abordé ici, merci de compléter l'article en donnant les références utiles à sa vérifiabilité et en les liant à la section « Notes et références ».
La maison de Vincent van Gogh à Wasmes, située au 221 rue Wilson à Wasmes (Colfontaine, Belgique), est une maison où vécut le peintre Vincent van Gogh. Elle a été transformée en musée.

## Histoire

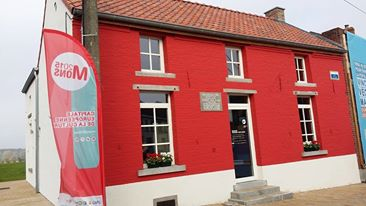
La Maison de Van Gogh à Wasmes, rénovée dans le cadre de Mons 2015.

En mars 1879, Vincent Van Gogh évoque la maison du 81, rue de Petit Wasmes à Wasmes, aujourd'hui devenue la rue Wilson.
Van Gogh arrive en décembre 1879 dans le Borinage où l'évangéliste Benjamin Vanderhaegen lui trouve ce logement appartenant à un boulanger.  Ce dernier l'aide dans son parcours d'artiste et c'est dans cette maison, qu'il vit son compagnonnage avec les mineurs. À cette époque, il commence à dessiner et c'est aussi de cet endroit qu'il écrit de nombreuses lettres à son frère Théo : il y décrit avec émotion des villages abandonnés et silencieux ainsi que ses rencontres avec des hommes intelligents et courageux.
Le 13 septembre 1925, Elisabeth Duquesne-Van Gogh, l'une de ses sœurs, a inauguré une plaque commémorative sur la façade de la maison.

## Rénovation
Depuis, la maison a été complètement rénovée et seule la façade a été préservée. Ces travaux de rénovation ont été réalisés grâce à des mécènes et aux élèves du Lycée Provincial Hornu-Colfontaine. Dans le cadre de Mons 2015, le Centre Culturel de Colfontaine a géré ce lieu de mémoire où l'on peut trouver une reconstitution de sa chambre et « quelques éléments de scénographie, qui permettent de s’imprégner de son passage. Un écran tactile dévoile une dizaine de lettres originales traduites pour les visiteurs en français, anglais ou néerlandais ».

## Rėférences
1. ↑  La Maison Van Gogh de Colfontaine, Visitmons.be